# Monofág
Monofág označuje v entomologii živočicha, který je specializován na jedinou živnou rostlinu. Striktně monofágní živočich je pochopitelně svými potravními podmínkami limitován a bývá často vzácným druhem, pokud je zdroj jeho potravy omezen kvantitativně nebo geograficky. Pokud je zdrojem potravy monofága druh, která má pro člověka hospodářský význam (a pěstuje se proto systematicky či velkoplošně), pak se takový monofág zpravidla kalamitně množí a je člověkem vnímán jako škůdce. U monofágních druhů často dochází ke koevoluci.
Monofagie bývá zastoupena u některých druhů fytofágního hmyzu, u brouků se monofágové objevují například v rámci čeledí mandelinek a nosatců.
Specifickým případem monofága-predátora je endemický druh pavouka Ammoxenus amphalodes z Afriky, který se živí pouze jedním druhem termitů.
Podle množství živných rostlin dělíme hmyz na polyfágní, oligofágní a monofágní druhy.